# عبدالله برغوثی

کتاب‌های عبدالله برغوثی

عبدالله برغوثی یکی از فرماندهان برجسته گردان‌های عزالدین قسام در کرانه باختری و یکی از سازندگان بمب حماس است. او در سال ۲۰۰۳ به صورت اتفاقی به دست مأموران ویژه اسرائیلی دستگیر شد. برغوثی در دادگاه به ۶۷ بار حبس ابد به علاوه ۵۲۰۰ سال زندان محکوم شده است.

## زندگی‌نامه
عبدالله برغوثی از افراد طایفه برغوثی است که بیشتر در رام‌الله در کرانه باختری ساکن‌اند. خانواده او اصالتا اهل شهر بیت ریما بودند. عبدالله برغوثی در سال ۱۹۷۹ در کویت به دنیا آمد. او از اقوام مروان برغوثی است.